# 朱素臣
朱素臣（？—？），名㿥，字素臣，以字行，又字苼庵，江蘇吳縣人，清朝戲曲作家。

## 生平
生卒年不詳。與朱佐朝、李玉、葉時章、畢魏、丘園等友善，都是蘇州人，時人稱“吳門戲劇家”，曾與畢魏、葉時章編定李玉的《清忠譜》。1701年尚在世。著有傳奇十九種，代表作有《翡翠園》和《十五貫》等。